# الرقصة الأخيرة (أغنية)
الرقصة الأخيرة (بالفرنسية: Dernière danse)‏ هي أغنية فرنسية غناء وتأليف الفنانة الفرنسية إنديلا، وهي أول أغنية منفردة للمغنية. تم تصوير الفيديو الأغنية في باريس؛ وعرض في 4 ديسمبر 2013 على موقع يوتيوب؛ وصل عدد مشاهدي الفيديو في يوتيوب إلى أكثر من مليار مشاهد.